# Loretokloster
Loretokloster (auch Lorettokloster) nennt man Klöster zu Ehren der Santa Casa der Heiligen Familie in Nazareth. 

## Bestehende Klöster
- Loretokloster Entally, Kalkutta-Entally, Indien (langjähriger Wirkort Mutter Teresas)
- Loretokloster Prag der Kapuziner (gegr. 1626)[1]
- Loretokloster Salzburg der Kapuzinerinnen von der Ewigen Anbetung (gegr. 1633, mit dem Loretokindl)

## Ehemalige Klöster
- Servitenkloster Loretto im Burgenland (bei der Basilika Maria Loretto, 1651–1787)
- Kapuzinerinnen- und später Franziskanerkloster Maria Loreto in Landshut (1627–1802 und 1835–2002)